# Абаианг
Аба́ианг (англ. Abaiang) — атолл в северной части островов Гилберта в составе республики Кирибати. Численность населения 5815 чел. (2020). Общая площадь острова — 17,5 км². Атолл состоит из 31 островка. Открыт европейским путешественником Томасом Гилбертом в 1788 году.

## География

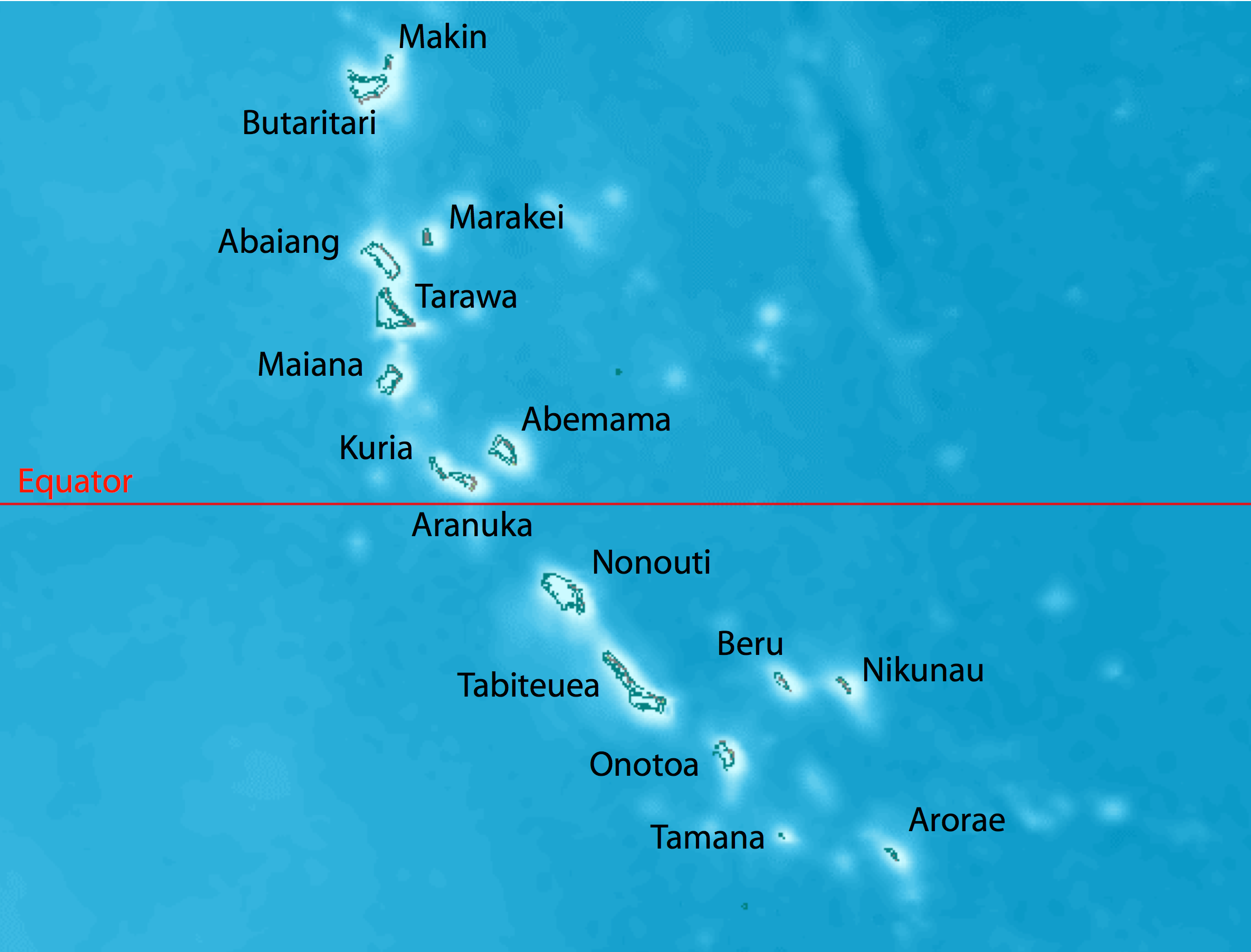
Карта островов Гилберта

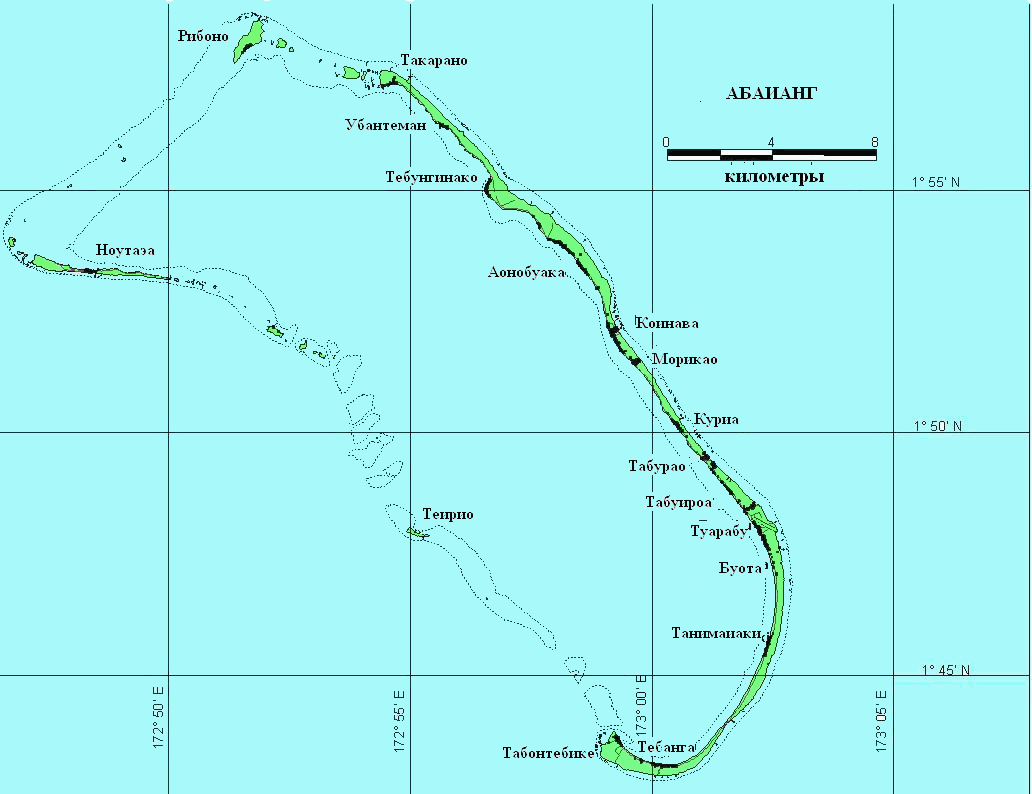
Карта атолла Абаианг

Остров Абаианг расположен в северной части островов Гилберта. Омывается водами Тихого океана. В 7 км к юго-западу от острова расположен атолл Тарава, в 28 км к северо-востоку — атолл Маракеи. Ближайший материк, Австралия, находится в 3500 км.
Как и другие острова архипелага, Абаианг имеет коралловое происхождение и представляет собой атолл. Остров имеет прямоугольную форму. Состоит из 31 островка, или моту. Юго-восточная и восточная части атолла представляют собой непрерывную линию моту без проливов, западная сторона — группу моту и коралловых рифов, разделённых между собой многочисленными узкими каналами. Длина острова составляет около 26 км, ширина — 8 км. Площадь сухопутной части Абаианга составляет 16 км², лагуны — около 225 км².
Остров покрыт густыми зарослями типичной для атоллов растительности. Широко распространены кокосовые пальмы. На берегу гнездятся зелёные черепахи и морские птицы.
Климат на Абаианге тропический. Случаются разрушительные циклоны, засухи.

## История

### Мифологическое происхождение острова
Большинство представителей народа кирибати считают, что их предками были духи родом из Самоа, которые впоследствии переселились на острова Кирибати.
Согласно легендам острова Беру и некоторых других островов, острова Гилберта были созданы богом Нареау Мудрым. Как повествует одна из легенд, Нареау жил на Самоа. Однажды он решил найти двух своих детей, которые покинули Те Каинтикуаба (дерево жизни, которое было домом для духов). Нареау ушёл из Самоа, направившись на север. Устав на своём пути, он создал место для отдыха, растоптав море и произнеся волшебное заклинание. Созерцая, духи, жившие здесь, сотворили землю. Эта земля теперь называется Южная Табитеуэа. Чувствуя удовлетворение от содеянного чуда, Нареау покинул это место и направился дальше на север. Позже, увидев Тараву, он остановился здесь и сотворил новые земли. По легенде именно благодаря Нареау Мудрому появились острова Абаианг, Макин, Бутаритари, Маракеи, Маиана, Куриа, Абемама и Аранука.

### Политическая организация до появления европейцев
На большинстве островов, лежащих к северу от экватора (в том числе на Абаианге), существовало несколько вождей, каждый из которых возглавлял собственную общину, или кааинга. Один из вождей, как правило, признавался верховным.
Община всегда играла важную роль в политической жизни местного общества. Иногда несколько союзных общин могли добиться превосходства над соседними общинами. Это, например, происходило в том случае, если властвовавшая кааинга признавалась «родоначальницей» всех остальных. Другой причиной была способность некоторых кааинга захватывать и удерживать земли других общин: войны на островах в северной части островов Гилберта в основном велись из-за дефицита земли, которая высоко ценилась островитянами. Это, в свою очередь, вело к появлению мелких лидеров, постоянно пытавшихся доминировать на своих островах.
Гражданские войны, основной целью которых было установление господства этих лидеров над районами или даже над целыми островами, стали вестись легче с появлением огнестрельного оружия, завезённого на архипелаг европейцами. В этом и состояла главная причина укрепления власти прежних династий атолла Абаианг после появления «чужеземцев». Глав общин всегда консультировали по вопросам, которые волновали жителей. Перед тем, как предпринять какое-либо важное действие, они были обязаны получить одобрение у старейшины, который обеспечивал общее руководство и регулировал отношения в кааинга.

### Открытие острова европейцами
Атолл Абаианг был открыт Томасом Гилбертом в 1788 году. Путешественник назвал его «Островом Матвея» в честь владельца корабля, а лагуну, как и один из островков, — Шарлоттой.

### Миссионерская деятельность на острове
Первые протестантские миссионеры побывали на островах Гилберта в 1852 году, когда небольшая группа священников высадилась на острове Бутаритари во время своего плавания на Маршалловы острова. Хотя никаких успехов достигнуто не было, миссионерам стало очевидно, что на архипелаге вполне возможна просветительская деятельность.
Новая миссия, целью которой стал атолл Абаианг, была организована уже в 1856 году, когда у Протестантского совета уполномоченных по иностранным миссиям появилось собственное судно «Morning Star», на борту которого находился миссионер Хайрам Бингем, его гавайский помощник Каноа и их жёны.
Когда 17 ноября 1857 года корабль причалил у атолла, миссия была встречена местным вождём Тен Темауа, который сразу же предложил миссионерам организовать свою миссию в деревне Коинава, где он проживал. Однако миссия была устроена в более отдалённом месте. После смерти Тен Темауа верховным вождём Абаинга стал Каиэа. Именно от него зависел успех протестантской миссии. Несмотря на то, что новый вождь не относился враждебно к миссионерам и даже иногда посещал церковные службы, он не мог гарантировать им безопасность. Местное же население не спешило принимать новую веру (к в 1861 году было христианизировано всего около 20 человек) и даже оказывало некоторое сопротивление: воровало вещи, отказывалось ходить в школы, церковь. Даже за строительство первой церкви на Абаианге, сооружённой в 1859 году, местным работникам пришлось заплатить.
Из-за постоянных войн между жителями Абаианга и Таравы, отсутствия интереса со стороны островитян в 1864 году Бингем покинул атолл. Уже в скором времени вся миссия прекратила свою деятельность. Повторно протестантские миссионеры появились на Абаианге только в конце 1870-х годов. На этот раз их просветительская деятельность была более успешной.
Первые католические миссионеры на Абаианге появились в конце XIX века вместе с отцом Коше, который за 15 лет написал на острове большое количество книг и брошюр, а также основал школу и церковный приход.

## Население
| 1931 | 1947  | 1963  | 1968  | 1973  | 1978  | 1985  | 1990  | 1995  | 2000  | 2005  | 2010  | 2015  | 2020  |
| ---- | ----- | ----- | ----- | ----- | ----- | ----- | ----- | ----- | ----- | ----- | ----- | ----- | ----- |
| 2592 | ↗2823 | ↗3370 | ↘3271 | ↗3296 | ↗3447 | ↗4386 | ↗5233 | ↗6020 | ↘5794 | ↘5502 | →5502 | ↗5568 | ↗5815 |

| Поселение   | Английское название | Численность населения, чел. (2005) | Численность населения, чел. (2010) |
| ----------- | ------------------- | ---------------------------------- | ---------------------------------- |
| Аонеаба     | Aoneaba             | 48                                 | 51                                 |
| Аонобуака   | Aonobuaka           | 372                                | 328                                |
| Боротиам    | Borotiam            | 338                                | 375                                |
| Коинава     | Koinawa             | 453                                | 312                                |
| Морикао     | Morikao             | 400                                | 233                                |
| Нуотаэа     | Nuotaea             | 481                                | 559                                |
| Рибоно      | Ribono              | 271                                | 341                                |
| Табвироа    | Tabwiroa            | 324                                | 237                                |
| Табонтебике | Tabontebike         | 391                                | 379                                |
| Табурао     | Taburao             | 221                                | 322                                |
| Такарано    | Takarano            | 300                                | 348                                |
| Танимаиаки  | Tanimaiaki          | 276                                | 274                                |
| Тебванга    | Tebwanga            | 287                                | 310                                |
| Теберо      | Tebero              | 167                                | 157                                |
| Тебунгинако | Tebunginako         | 358                                | 424                                |
| Туарабу     | Tuarabu             | 484                                | 560                                |
| Убвантеман  | Ubwanteman          | 112                                | 126                                |
| Эвена       | Ewena               | 219                                | 166                                |
| Абаианг     | Abaiang             | 5502                               | 5502                               |